# Leo Pestelli
Leonardo Pestelli, conosciuto come Leo Pestelli (Torino, 29 giugno 1909 – Torino, 3 dicembre 1976), è stato uno scrittore, linguista e critico cinematografico italiano, cultore della lingua italiana su posizioni puristiche; ha lavorato nel giornale La Stampa di Torino per quasi 30 anni.

## Biografia
Leo Pestelli era nato a Torino nel 1909 ed era figlio di Gino Pestelli, tipografo, giornalista e redattore capo de La Stampa nel periodo prefascista, e della scrittrice Carola Prosperi.. A sua volta Leo Pestelli fu padre del musicologo e critico musicale Giorgio Pestelli.
Inizia la carriera da critico cinematografico nell'immediato dopoguerra, dapprima su Il Popolo Nuovo, dal 1945 al 1948, passando per Stampa Sera, fino a La Stampa nel 1955 dove, fino al 1960, insieme a Mario Gromo, redasse la rubrica cinematografica, per poi ereditarne appieno il compito alla morte di Gromo.
Pestelli ha scritto numerosi libri, tra cui Racconto Grammaticale (1967), Trattatello di rettorica (1971) e Perdicca (1972), ed era particolarmente noto a livello nazionale come impeccabile linguista.
Si batteva per la difesa della lingua italiana ed era fra i massimi conoscitori dei poeti dello Stil Nuovo, dei cronisti toscani del Trecento fino ai "veristi" dell'Ottocento.
Come critico cinematografico era assai stimato non solo in Italia ma anche all'estero. 
Nel 1973 aveva fatto parte della giuria del Festival di Cannes, insieme ad Ingrid Bergman e Sydney Pollack.
È deceduto a Torino, a causa di un collasso cardiocircolatorio, il 3 dicembre 1976, all'età di 67 anni.

## Opere
- I cuori chiusi : Romanzo, Firenze : A. Vallecchi, 1935
- L'attacca bottoni : Racconti, Firenze : A. Vallecchi, 1937
- Daria o dell'amicizia : romanzo, Firenze : Vallecchi, 1942
- L'occhio di vetro, Firenze : Vallecchi, 1951
- Parlare italiano, Milano : L. Longanesi, 1957; Nuova ed. riveduta e aggiornata dall'autore, Milano : Feltrinelli, 1979
- Dizionario delle parole antiche, Milano : Longanesi, c1961
- Racconto grammaticale, Milano : Longanesi, 1967
- Trattatello di rettorica, Milano : Longanesi, 1969
- Perdicca, Milano : Longanesi, 1972